# مسافرت از اتاق تا بیرون و بالعکس
مجموعه شعر مسافرت از اتاق تا بیرون و بالعکس نخستین مجموعه شعر منتشر شده از شهریار وقفی‌پور شاعر، مترجم و رمان‌نویس و برگزیده جایزه شعر احمد شاملو ست.

## معرفی
مجموعه شعر مسافرت از اتاق تا بیرون… و بالعکس نخستین مجموعه شعر منتشر شده از شهریار وقفی‌پور شاعر، مترجم و رمان‌نویس است. این کتاب در شصت و چهار صفحه تدوین شده است و دربرگیرنده شعرهایی‌ست که در سال ۱۳۹۲ خورشیدی نوشته شده‌است که در نشر افراز چاپ شد. مجموعه شعر «مسافرت از اتاق تا بیرون … و بالعکس» در دومین دوره جایزه شعر احمد شاملو به عنوان اثر برگزیده معرفی شد. در بیانیه هیئت داوران اهمیت مجموعه یاد شده به «خلاقیت‌های زبانی، بهره‌گیری از فرم‌های روایی نو و بیان انتقادی.» عنوان شده‌است.

## نقد و بررسی
حسن همایون در مجله صدا دربارهٔ این مجموعه شعر نوشت: « مجموعه شعر مسافرت از اتاق تا بیرون … و بالعکس شعرهای بلند و روایی این مجموعه در عمدتاً در فضای شهری روایت می‌شود و بهره‌گیری از شیوه‌های روایی و استفاده از زاویهٔ دید دانای کل و روایت‌های تو در تو عمده ویژگی شعرهای این مجموعه است. شعرهای این مجموعه عمدتاً مبتنی بر ایدهٔ بیانگری روایت می‌شود و اجرایی تخاطبی دارد و گویی این شعرها برای یک مخاطبِ ضمنی در شعرها روایت می‌شود مخاطبِ ضمنی که دست بر قضاست شاعری‌ست عاصی و خسته رو به زوال و تنهایی » 
همچنین محسن حسینی روزنامه‌نگار نیز در این باره نوشت: « دنیای وقفی پور در کتاب مسافرت از اتاق تا بیرون… و بالعکس دنیای شخصی مبتنی بر تجربیات نویسنده است که البته از وسعت دید بالایی برخوردار است و انبان تجربه و ظرافت‌های زبانی‌اش از شاعران کلاسیک و معاصر مملو است. تک جمله‌ها و عبارت‌های شاعر در میانه آثارش مخاطب را به شعری از حافظ و سعدی و مولوی از یک‌سو، و نیما و دیگر شاعران معاصر از سوی دیگر متصل می‌کند. » 